# ژان-کوین آگوستین
ژان-کوین آگوستین (فرانسوی: Jean-Kévin Augustin‎؛ زادهٔ ۱۶ ژوئن ۱۹۹۷) بازیکن فوتبال اهل فرانسه است که در پست مهاجم برای باشگاه فوتبال لیدز یونایتد بازی می‌کند.
وی اصالتاً از هائیتی است و در سال ۲۰۱۶ آقای گل مسابقات زیر ۱۹ سال فوتبال اروپا شده‌است.